# Техера, Эусебио
Эусе́био Рамо́н Техе́ра Ки́ркеруп (исп. Eusebio Ramón Tejera Kirkerup; 6 января 1922, Монтевидео — 9 ноября 2002, Монтевидео) — уругвайский футболист, защитник сборной Уругвая, чемпион мира 1950 года. Племянник Доминго Техеры, чемпиона мира 1930 года.

## Карьера

### Клубная
С 1945 по 1950 год выступал за один из сильнейших уругвайских клубов «Насьональ» из Монтевидео, трижды за это время в составе команды выиграв чемпионат Уругвая в 1946, 1947 и 1950 году.

### В сборной
В составе главной национальной сборной Уругвая выступал с 24 января 1945 по 5 июня 1954 год, сыграв за это время 31 матч и став вместе с командой чемпионом мира в 1950 году и завоевав 4-е место на чемпионате мира в 1954 году.

## Достижения
Чемпион мира:
- 1950

Чемпион Уругвая: (3)
- 1945/46, 1946/47, 1949/50